# Aloha from Hell
Aloha from Hell war eine deutsche Poprock-Band aus Aschaffenburg.

## Geschichte
Aloha from Hell wurde im Jahr 2006 gegründet. Der Karrierestartpunkt der Band war der Gewinn des Bravo Bandnewcomer Contests im August 2007, der mit einem Plattenvertrag bei Sony BMG dotiert war. Ihren ersten großen Auftritt hatten die fünf Musiker bei der Bravo Supershow 2008, wo sie vor mehr als 6000 Zuschauern auftraten.
Am 6. Juni 2008 erschien ihre Debütsingle Don’t Gimme That, die von Alex Wende und René Rennefeld (u. a. Die Prinzen, H-Blockx) produziert worden war. Der Sound erinnert an die Vorbilder der Band wie Die Happy, Nickelback, Avril Lavigne, Paramore und Evanescence.
Die Band sang ausschließlich auf Englisch. Das Debütalbum No More Days to Waste erschien am 16. Januar 2009. Am 29. Mai 2009 gewannen sie den Comet in der Kategorie „Bester Durchstarter“. 
Am 15. Juli 2010 gab die Band ihre Auflösung bekannt, da die Bandmitglieder sich über ihren weiteren musikalischen Weg nicht einig wurden.
Im 10. Jahr nach der Bandgründung fand die Gruppe am 3. September 2016 im Colos-Saal in Aschaffenburg in Originalbesetzung zu einem einmaligen Jubiläumskonzert zusammen. Ein mögliches Comeback des Bandprojektes wurde parallel jedoch ausgeschlossen.

## Erfolg im Ausland
Neben weniger erfolgreichen Chartplatzierungen in Österreich, arbeitete die Band am Durchbruch in anderen europäischen Ländern. Hierzu fanden im Juni 2009 Auftritte in Belgien und Frankreich statt (Brüssel, 3. Juni; Paris, 4. Juni; Lyon, 5. Juni, Strassburg, 6. Juni).
Große Erfolge konnten sie jedoch in Japan verbuchen. Album und Single (No More Days to Waste) erreichten Chartplatzierungen in den Top 10. Vom 7. bis 12. Juni 2009 reiste die Band für Promotionauftritte ein zweites Mal nach Japan. In Harajuku fand am 10. Juni die Weltpremiere zur zweiten Singleauskopplung in Japan (Can You Hear Me Boys) statt. Zudem gab es dort ein Premieren-Event, wobei an der Außenseite des Gebäudes zwei große Leinwände angebracht wurden. Die Übertragung des Videos fand somit live auf der Premierenfeier und im Fernsehen vor einem Millionenpublikum statt.
Zudem wurde Vivi (Sängerin) in Japan für einige bekannte Hochglanzmagazine abgelichtet (u. a. für die japanische Elle), auch ein Interview mit dem japanischen Playboy fand statt. Im August trat die Band beim Festival Summer Sonic in Japan auf bei dem unter anderem Künstler wie Beyoncé, Paramore und Madonna spielten. Auch in Amerika waren Aloha from Hell bereits aktiv. Die Videos zu No More Days to Waste sowie für Walk Away wurden im Raum Los Angeles gedreht, einher mit den Videodrehs gingen einige Radiointerviews bei verschiedenen Radiosendern vor Ort.

## Diskografie
Studioalben

| Jahr | Titel Musiklabel                              | Höchstplatzierung, Gesamtwochen, AuszeichnungChartplatzierungen (Jahr, Titel, Musiklabel, Platzierungen, Wochen, Auszeichnungen, Anmerkungen) | Höchstplatzierung, Gesamtwochen, AuszeichnungChartplatzierungen (Jahr, Titel, Musiklabel, Platzierungen, Wochen, Auszeichnungen, Anmerkungen) | Höchstplatzierung, Gesamtwochen, AuszeichnungChartplatzierungen (Jahr, Titel, Musiklabel, Platzierungen, Wochen, Auszeichnungen, Anmerkungen) | Anmerkungen                           |
| Jahr | Titel Musiklabel                              | DE | AT | CH | Anmerkungen                           |
| ---- | --------------------------------------------- | --- | --- | --- | ------------------------------------- |
| 2009 | No More Days to Waste Columbia Records (Sony) | DE21 (4 Wo.)DE | — | — | Erstveröffentlichung: 16. Januar 2009 |

## Auszeichnungen
- Bayerischer Musiklöwe
  - 2008
- Comet
  - 2009: als „Bester Durchstarter“
- Radio Galaxy Award (Newcomerpreis)
  - 2009